# Знак 1-го Запорізького пішого полку ім. Т. Г. Шевченка
Зна́к 1-го Запорі́зького пі́шого по́лку ім. Т. Г. Шевче́нка — відзнака, яка вручалась військовослужбовцям 1-ї «Синьожупанної дивізії».

## Історія виникнення

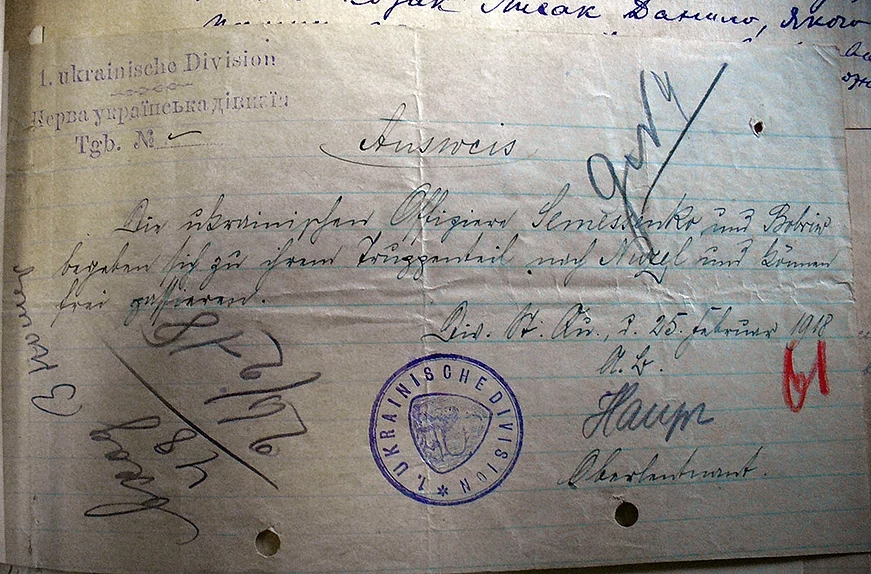
Німецький документ із кутовим штампом та печаткою 1-ї Української дивізії, на якій розміщено знак 1-го Запорізького полку. ім. Т. Г. Шевченка

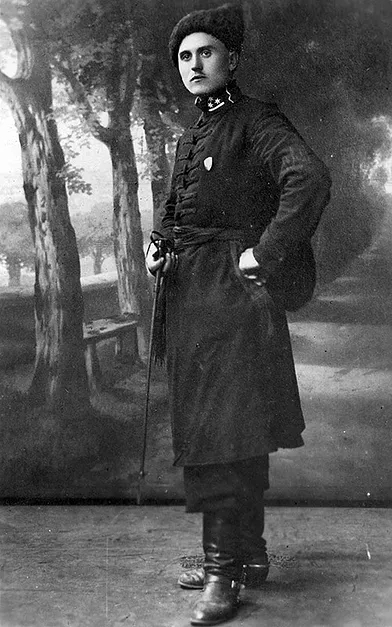
Сотник 25-го Синього куреня 3-ї Залізної дивізії Семен Іващенко із полковим знаком синьожупанників, 1920

Створення знака пов'язують із діяльністю Союзу визволення України в таборі для військовополонених російської армії у місті Раштаті другої половини 1916 року. Де 21 січня 1917 року сформований 1-й Запорізький полк імені Тараса Шевченка, відбув на Волинь в кількості 27 осіб. Завдання якого пов'язані із допоміжними функціями, а також пропагандою серед українського населення.
Вже до травня 1917 року кількість осіб загону становила 300 осіб.
Після підписання Берестейського миру між країнами Четвертного союзу і Центральною Радою з особового складу пішого полку формується 1-а Українська («Синьожупанна») дивізія, вояки якої і носили подібну відзнаку.
Кількість і місце виготовлення знаків невідомі. Перші джерельні відомості щодо знака є на фотографіях українських військовиків від лютого 1918 року.
Відомо, що цю відзнаку використовували ветерани полку та дивізії у період своєї служби в Армії УНР.

## Опис
Знак має форму трикутного геральдичного щита з вигнутими краями. По периметру виступає золотий бортик. У центрі зображений золотий лев, який спинається на скелю, а над левом напис «1. Зап. П. Т. Ш.», що розшифровується як «1. Запорізький піший полк Тараса Шевченка». 
Аналогічний знак використовувався згодом також на дивізійній та полкових печатках.

## Сучасний стан
До 2010-х років відомі лише копії, виконані львівським майстром Степаном Пахолком у 1990-х роках. За його свідченнями, відтворення знака базувалося на колись збереженому екземплярі музею Олеського замку. Наразі відомий один оригінальний знак, який зберігається у приватного колекціонера М. Селезньова в Києві.